# عمارت و باغ صدری
عمارت و باغ صدری یا عمارت و باغ نمیر زرتشتی تفت، اثری مربوط به اواخر دوره زند است و در شهرستان تفت، خیابان امام خمینی، محلهٔ باغ گلابدان واقع شده است. این اثر در تاریخ ۵ آذر ۱۳۷۹ با شمارهٔ ثبت ۲۸۹۸ به‌عنوان یکی از آثار ملی ایران به ثبت رسیده است.
بادگیر سه طبقه‌ای و چهارطرفۀ عمارت یکی از منحصر به فردترین بادگیرهای ایران است.

## نگارخانه

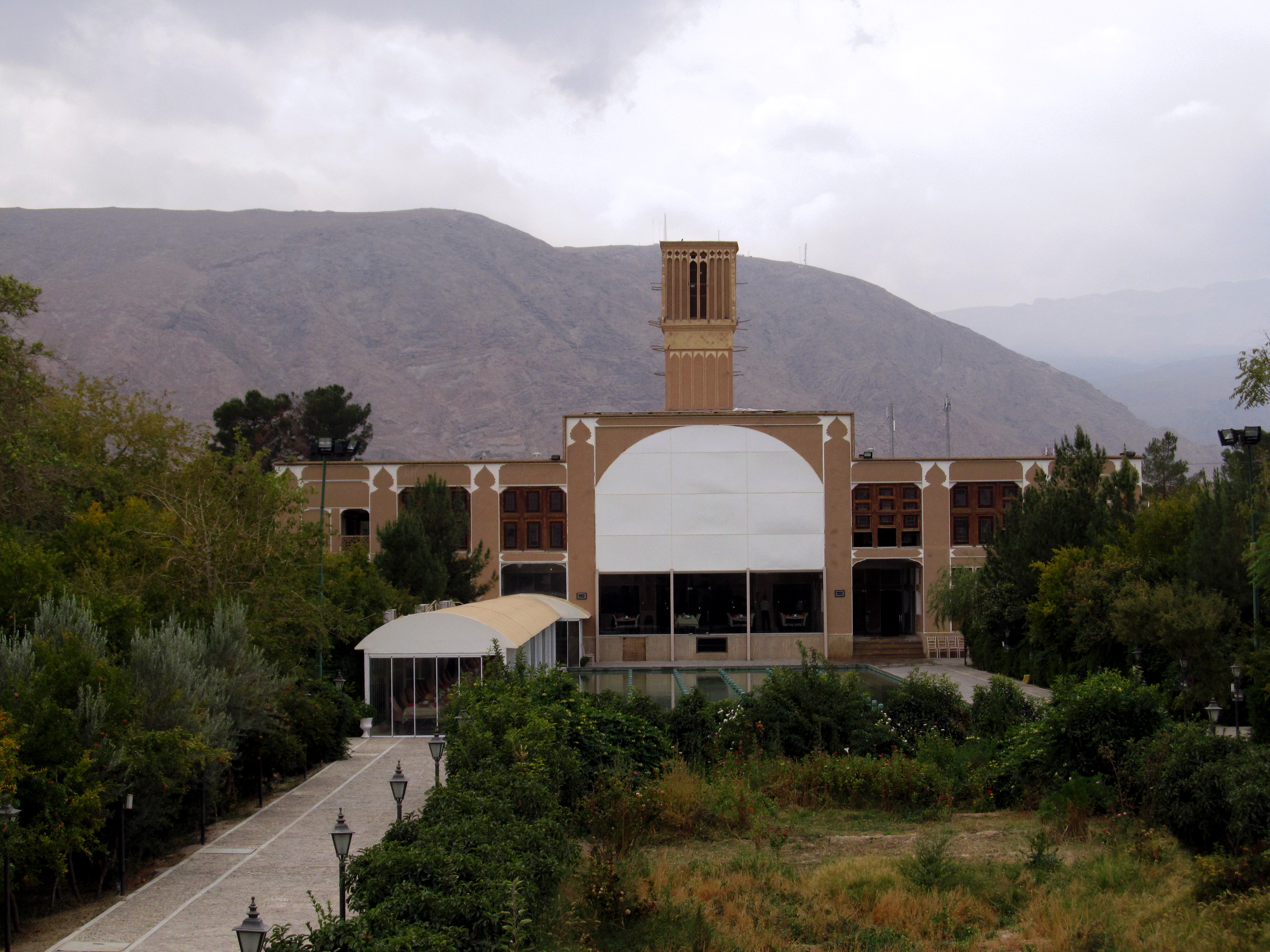
باغ و ایوان جنوبی عمارت صدری
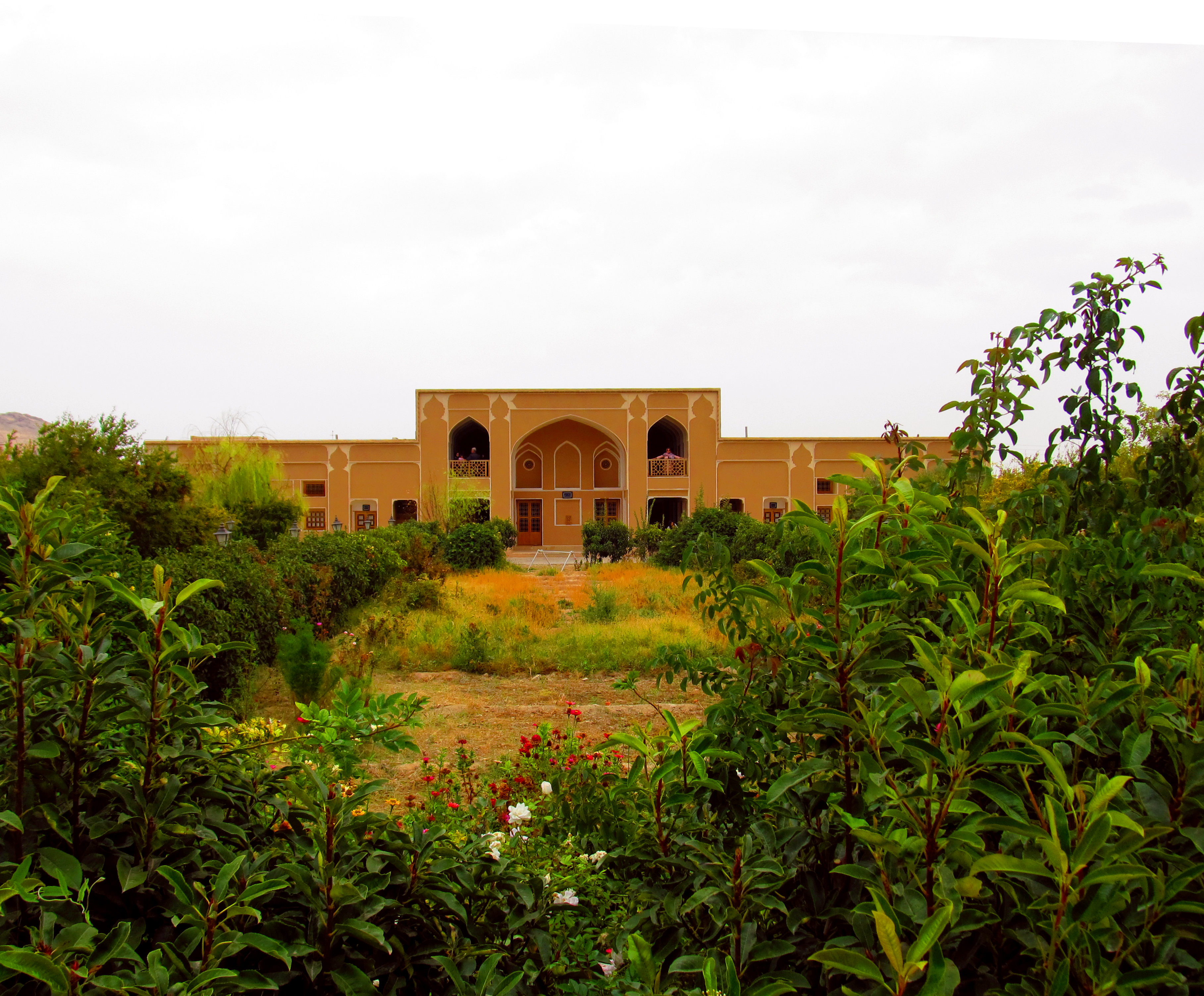
ایوان شمالی عمارت
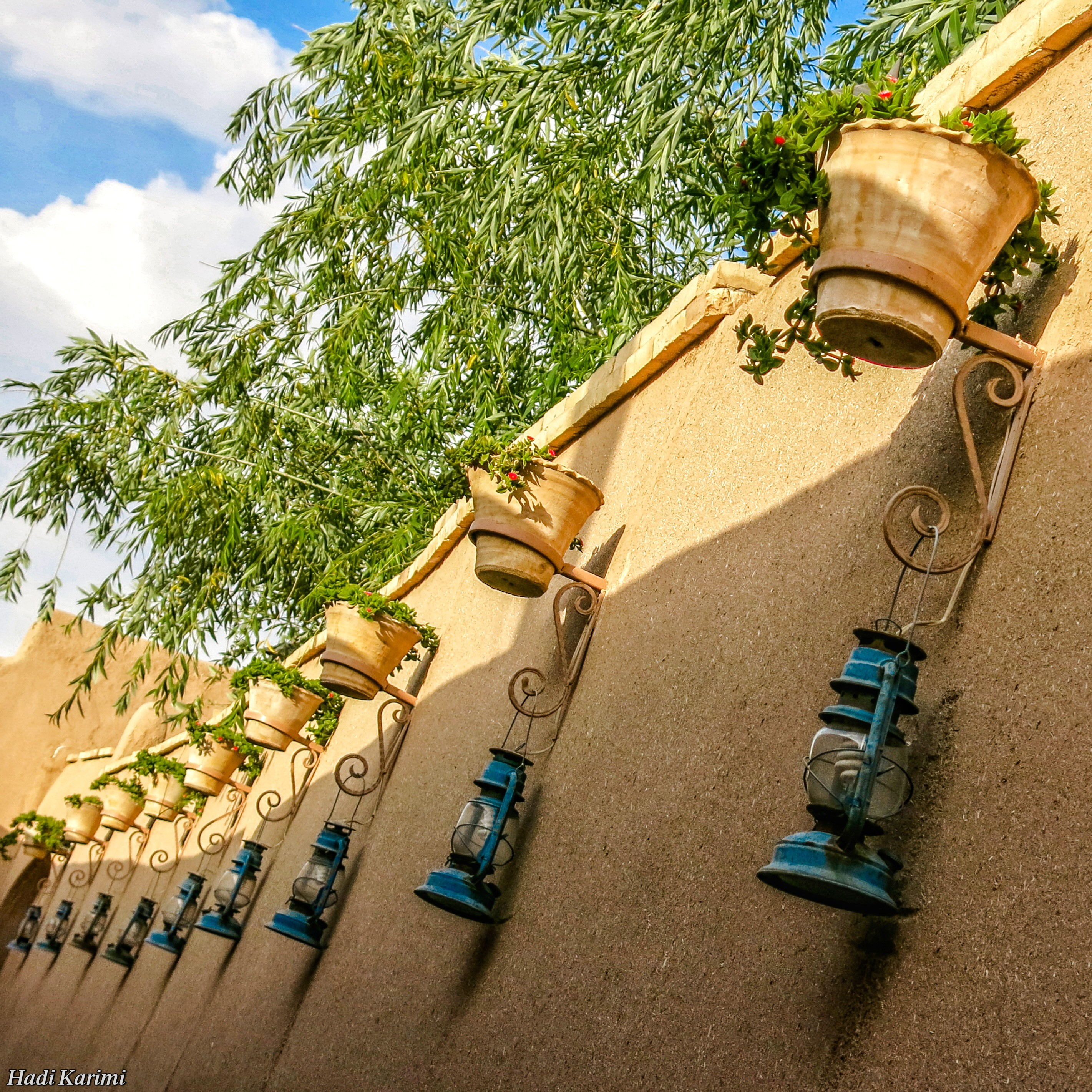
ورودی باغ صدری
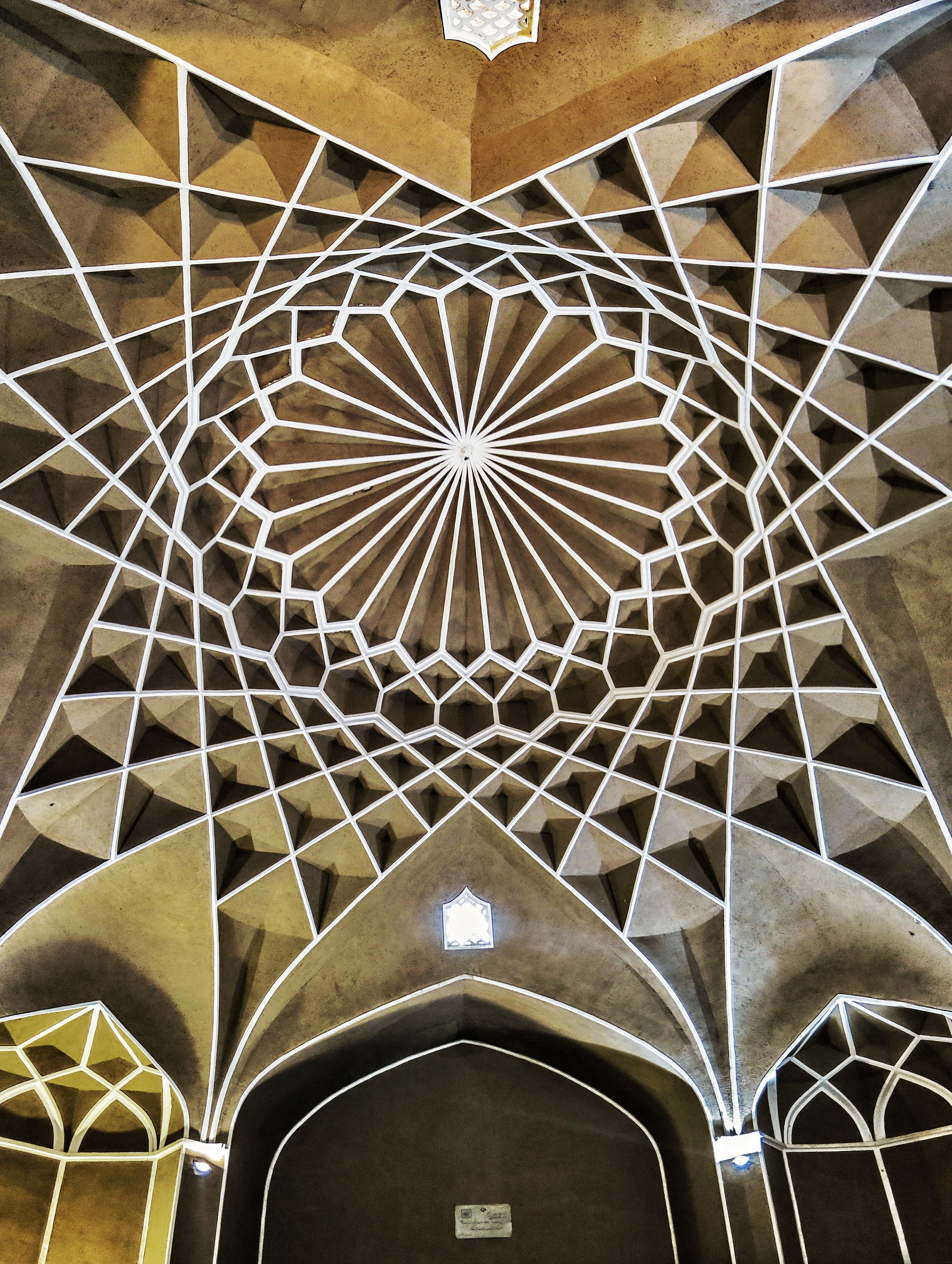
معماری داخلی عمارت باغ صدری
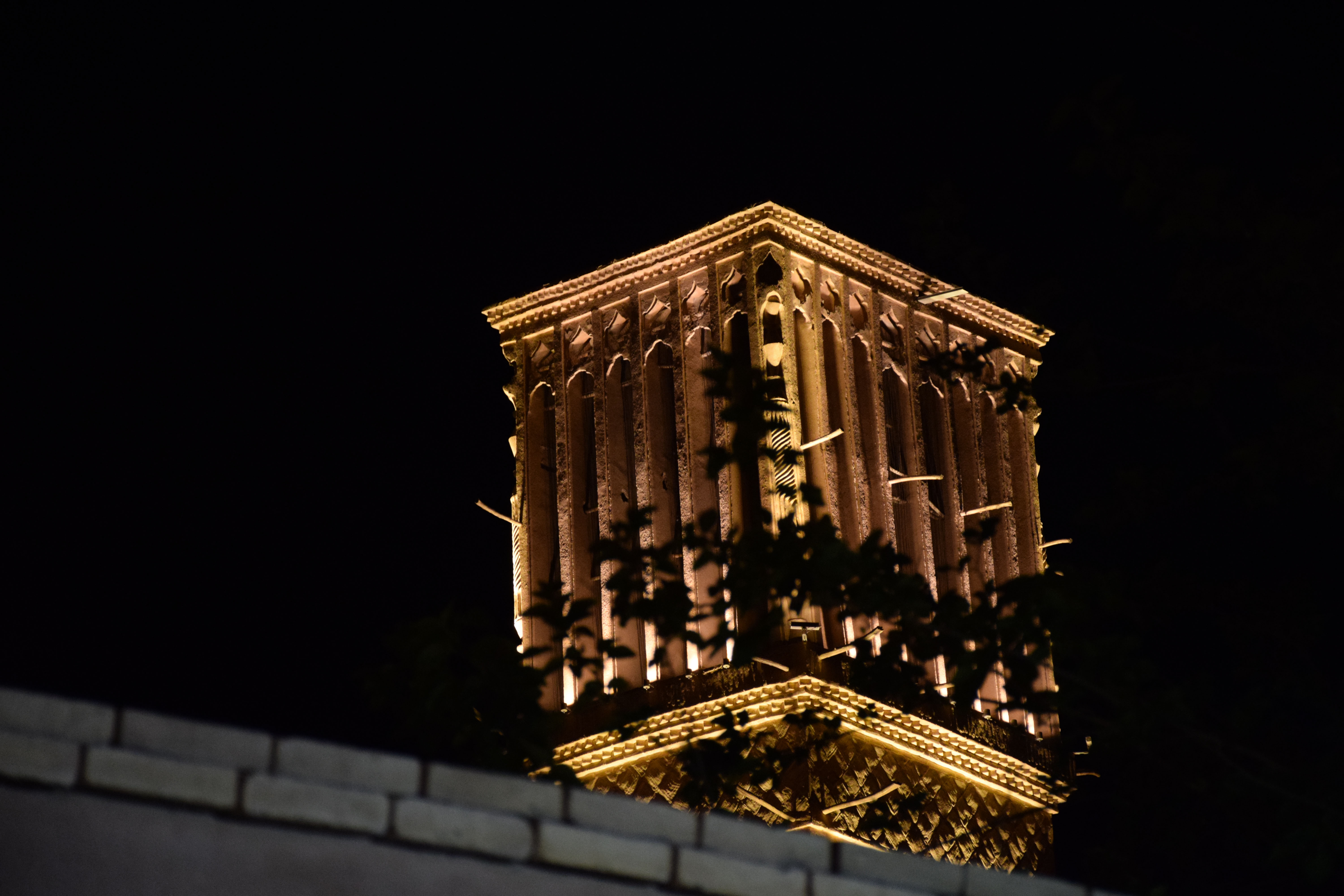
بادگیر عمارت باغ صدری